# Ying Li
Ying Li (8 d'abril de 1981) és una esportista xinesa que va competir en judo.
Va guanyar una medalla d'or al Campionat Mundial de Judo de 2005, i una medalla de bronze al Campionat Asiàtic de Judo de 2003. Als Jocs Asiàtics va aconseguir dues medalles de bronze els anys 1998 i 2006.

## Palmarès internacional
| Campionat del món | Campionat del món     | Campionat del món | Campionat del món |
| Any               | Lloc                  | Medalla           | Categoria         |
| ----------------- | --------------------- | ----------------- | ----------------- |
| 2005              | el Caire ( Egipte)    | 1                 | –52 kg            |
| Jocs Asiàtics     |                       |                   |                   |
| Any               | Lloc                  | Medalla           | Categoria         |
| 1998              | Bangkok ( Tailàndia)  | 3                 | –52 kg            |
| 2006              | Doha ( Qatar)         | 3                 | –52 kg            |
| Campionat Asiàtic |                       |                   |                   |
| Any               | Lloc                  | Medalla           | Categoria         |
| 2003              | Jeju ( Corea del Sud) | 3                 | –52 kg            |